# Carlingheugh Bay
Carlingheugh Bay är en vik i Storbritannien.   Den ligger i kommunen Angus och riksdelen Skottland, i den norra delen av landet, 600 km norr om huvudstaden London.